# 京極高広
京極 高広（きょうごく たかひろ）は、丹後国宮津藩2代藩主。国持大名。

## 生涯
慶長4年（1599年）、初代藩主・京極高知の次男として伏見城下の京極屋敷にて生まれる。
元和8年（1622年）の父の死去により、丹後京極家の家督と12万3000石の遺領の内7万8200石の領地を継いだ。藩政においては、城郭や城下町の整備・拡大を行なって藩政の確立に努めている。
寛永17年（1640年）頃から起きた寛永の大飢饉の際、飛騨国高山藩主の金森重頼は父の遺品でかつ天下に知られた茶壺の銘品「雲山肩衝」を、高広に金3000両で売却した。金森は売却益を藩士・農民の救済に充てた。
慶安元年（1648年）、隣藩福知山藩の藩主稲葉紀通に寒鰤100匹をねだられたが、これを幕府への賄賂として使われることを恐れた宮津藩は全て頭を切り落とした鰤を進呈した。こうなった鰤はいわゆる「打ち首」の状態であり、武士社会の贈物としては不適切で使用できない。宮津藩側から挑発を受けた、と福知山藩側が思った可能性もある。ともあれ、この非礼に激怒した福知山藩側が、福知山藩内を通行する宮津藩の領民を次々首をはねて殺害するという報復を行ったとされる。『藩翰譜』では紀通自身が宮津藩の飛脚を狙撃しようとし、誤って他家の飛脚を殺害したことが謀叛騒ぎの原因であったという説を記している。幕府に激しく叱責された稲葉紀通は自害した。そもそも同年の稲葉紀通は幕府に叱責を受けており（稲葉紀通の項目参照）、8月18日には江戸に参府して弁明を行うよう命じられていた。加えて幕府は宮津藩を含む近隣大名に福知山藩討伐のための動員準備を命ずるなど緊迫する中、紀通は8月20日に自害し、福知山藩稲葉家も改易となった。
高広は領民に対して悪政を敷いたとされ、承応3年（1654年）に農民が藩外へ逃散している。同年4月23日、長男の高国に家督を譲って隠居し、安智軒道愚と号して現在の宮津市字安智に1万石の隠居料を持って住んだ。しかし隠居後も藩政に介入し、高国と対立した。寛文6年（1666年）5月3日、宮津藩は激しい親子喧嘩のせいで改易されるという前代未聞の事件を起こした。
その後、京都岡崎に閉居し、同地で延宝5年（1677年）4月22日に死去した。享年79。

## 系譜
- 父：京極高知（1572-1622）
- 母：惣持院（-慶長17(1612)年4月5日）：法名は惣持院殿松渓智源大禅定尼[4]
- 正室：茶々姫（1596-万治2(1659)年6月4日）：徳川秀忠養女、池田輝政の長女。法名は寿光院殿昌栄日慈大姉[4]
  - 長女：養仙院 - 松平定頼正室
  - 長男：京極高国（1616-1676）
  - 次女：九鬼貞隆[5]正室
  - 次男：京極高治（-1652年7月29日）：法名は清涼院殿月泉宗秋大居士[4]
  - 三男：京極高勝（1620-1683年2月3日） - 寛文6年（1666年）5月3日の改易に連座して逼塞処分。翌年には許され蔵米五千俵の寄合。子の高冬は1679年に高勝に先立ち死去したため、兄の高治の子の国晴を養子として、その子の高金を嫡孫として存続させた。
- 側室
  - 四男：京極高明
  - 落合源太郎室